# Dyess (Arkansas)
Dyess es un pueblo ubicado en el condado de Misisipi en el estado estadounidense de Arkansas. En el Censo de 2010 tenía una población de 410 habitantes y una densidad poblacional de 163,7 personas por km².

## Geografía
Dyess se encuentra ubicado en las coordenadas 35°35′22″N 90°12′48″O / 35.58944, -90.21333. Según la Oficina del Censo de los Estados Unidos, Dyess tiene una superficie total de 2.5 km², de la cual 2.5 km² corresponden a tierra firme y (0%) 0 km² es agua.

## Demografía
Según el censo de 2010, había 410 personas residiendo en Dyess. La densidad de población era de 163,7 hab./km². De los 410 habitantes, Dyess estaba compuesto por el 84.15% blancos, el 1.22% eran afroamericanos, el 0% eran amerindios, el 0% eran asiáticos, el 0% eran isleños del Pacífico, el 12.44% eran de otras razas y el 2.2% pertenecían a dos o más razas. Del total de la población el 13.66% eran hispanos o latinos de cualquier raza.